# Rvati (Raška)
Rvati (Servisch cyrillisch Рвати) is een plaats in de Servische gemeente  Raška. De plaats telt 687 inwoners (2002).